# +44
+44 je bio američki alternativni rock sastav iz Los Angelesa, Kalifornija. Sastav čine basist i vokal Mark Hoppus, bubnjar Travis Barker, prateći gitarist Craig Fairbaugh i glavni gitarist Shane Gallagher. Osnivači sastava,  Mark Hoppus i Travis Barker članovi su poznatog pop punk sastava, Blink-182. U četiri godine djelovanja, objavili su jedan studijski album 2006. godine. Već 2009. godine, sastav odlazi na nedefiniranu stanku, zbog ponovnog okupljanja blinka-182.

## Povijest

### Formiranje sastava
Nakon što se grupa Blink-182 raspala u veljači 2005. godine tadašnji članovi Mark Hoppus i Travis Barker željeli su se nastaviti baviti glazbom. Počeli su tako da su pisali i snimali pjesme u prijateljevom podrumu. Prva pjesma koju su Hoppus i Barker snimili kao sastav je „155”. Shvativši da im je potreban još jedan vokal doveli su novu članicu, Carol Heller iz sastava Get the Girl. Na audiciji za gitarista odabran je za novog člana Shane Gallagher. Oni su bili dovoljni za osnivanje sastava i početak rada u studiju no nakon nekog vremena Carol Heller više nije bila složna, a i imala je želju da osnuje obitelj tako da je napustila sastav. Kada je Carol napustila sastav, na njezino mjesto je došao Craig Fairbaugh. Prva pjesma za javnost na stranici sastava je bila „No, It Isn't”.

### When Your Heart Stops Beating
Prvi album grupe u zadnjem sastavu. Album se trebao zvati „A Little Death Makes Life More Meaningful” koji potječe iz stiha pjesme „Little Death”. Hoppus je naposljetku odabrao da će se album zvat „When Your Heart Stops Beating”. Pjesma „Lycanthrope” je objavljena na stranici +44 u rujnu 2006. godine. To je bila druga pjesma puštena u javnost. Tad su u javnosti bile samo dvije pjesme sastava.
Sastav je prvi put nastupio 7. rujna 2006. u „Roxy Theatreu” u Hollywoodu. Drugi je put sastav nastupio u Londonu. Tada je jedina kompletno snimljena i završena pjesma bila „When Your Heart Stops Beating”. Spot za tu pjesmu je snimljen nakon prvog nastupa u jednoj tvornici u Los Angelesu. 
Album je pušten u prodaju 14. studenog 2006. u Sjevernoj Americi, 13. studenog 2006. u Europi i 11. studenog 2006. u Australiji. Sastav je objavio dva singla: u Americi „When Your Heart Stops Beating”, a u UK „Lycanthrope” 8. studenog 2006.

## Članovi
- Mark Hoppus - basist i glavni vokal (svirao u Blink 182)
- Travis Barker - bubnjar (svirao u: Aquabats, Blink 182, Box Car Racer, Transplants)
- Craig Fairbaugh - prateći gitarist i prateći vokal (svirao u Mercy Killers)
- Shane Gallagher - gitarist (svirao u The Nervous Return)

### Izmjene
- Carol Heller - vokal i gitara

### Povremeni članovi
- Victoria Asher - vokal na Honda Civic Tour

## Diskografija

### Singlovi
- „Lycanthrope” - 2006.
- „When Your Heart Stops Beating” - 2006.
- „Baby Come On” - 2007.
- „Chapter 13” - 2007.
- „155” - 2007.

### Albumi
- „When Your Heart Stops Beating” - 14. studenog 2006.

### Promotivni CD-ovi
- „No, It Isn't” - 2005. - CD
- „When Your Heart Stops Beating Album Sampler” - 2006. - CD
- „Cliff Diving” - 2006. – 7"
- „Lycanthrope” - 2006. – 7"

## Vanjske poveznice
- Službena web stranica